# Nudozurdo
Nudozurdo est un groupe espagnol de rock, originaire de Madrid, actif entre 2001 et 2018.

## Histoire
Le groupe est formé en 2001 avec Leopoldo Mateos, Felipe Salazar et Daniel Asúa comme membres. En 2002, ils remportent le Concurso de Maquetas de Pozuelo, dont le prix est l'enregistrement d'un album et sa distribution. L'album, l'éponyme Nudozurdo, est très bien accueilli, renforcé par des concerts dans toute l'Espagne.
En 2005, ils commencent l'enregistrement d'un nouvel album, Sintética, mais des complications surviennent pour le groupe, ainsi que la fermeture des studios où ils enregistraient. Salazar et Asúa quittent le groupe et en 2008 l'album voit enfin le jour, sous le label Everlasting Records. L'album est très bien accueilli et les place sur la scène nationale. Leopoldo est rejoint par César de Mosteyrin, « Meta » et Jorge Fuertes. En 2009, ils sont récompensés en tant que groupe révélation aux UFI Awards et Everlasting Records réédite leur premier album.
Tara motor hembra est l'album suivant, sorti en 2011, dans lequel Fuertes est remplacé par Josechu Gómez. Mosteyrin quitte ensuite le groupe et reste un trio. Ils sortent deux autres albums, Ultrapresión en 2012 et Rojo es peligro en 2015 et Voyeur amateur en 2017. En 2018, ils annoncent sur leurs réseaux la séparation du groupe.

## Discographie
- 2002 : Nudozurdo.
- 2008 : Sintética
- 2011 : Tara motor hembra
- 2012 : Ultrapresión (EP)
- 2013 : Acústico
- 2015 : Rojo es peligro
- 2017 : Voyeur amateur
- 2024 : Clarividencia